# Pedro Albéniz y Basanta
Pedro Albéniz y Basanta (Logronyo, 1795 - Madrid, 1855) fou un pianista i compositor espanyol.
Era fill de Mateo Albéniz. Es presentà al públic de Madrid el 1830, sent entusiàsticament aplaudit en unió del cèlebre violinista Pedro Escudero. Fou professor del Conservatori de Madrid, on entre altres alumnes tingué en Lázaro Núñez Robres i a Manuel de la Mata, i allí també va fer de mestre de piano de la reina Isabel II d'Espanya i més tard primer organista de la capella reial. És autor de molt notables produccions, i el seu Mètodo completo de piano fou justament celebrat, havent-se fet d'ell diferents edicions.